# Louis Raymond
Louis Bosman Raymond (Pretòria, Colònia del Cap, 28 de juny de 1895 − Johannesburg, Sud-àfrica, 30 de gener de 1962) fou un tennista sud-africà, guanyador d'una medalla d'or als Jocs Olímpics d'Anvers de 1920.

## Carrera esportiva
Va participar, als 24 anys, en els Jocs Olímpics d'Estiu de 1920 realitzats a Anvers (Bèlgica), on va aconseguir guanyar la medalla d'or en la prova individual masculina en imposar-se al japonès Ichiya Kumagai en la final olímpica. En aquests Jocs també participà en la prova de dobles masculins fent parella amb Brian Norton, perdent en tercera ronda. Participà en la prova individual masculina dels Jocs Olímpics d'Estiu de 1924 realitzats a París (França), si bé fou eliminat en primera ronda.
Al llarg de la seva carrera aconseguí guanyar sis vegades el campionat nacional sud-africà (1921-1924, 1930, 1931), quatre d'elles consecutives. Fou semifinalista en el Torneig de Wimbledon l'any 1924, on fou derrotat pel campió final Jean Borotra. En el 1927 va arribar a quarts de final del Roland Garros on fou superat per Bill Tilden. Entre els anys 1919 i 1931 va disputar deu eliminatòries de Copa Davis amb l'equip sud-africà, en les quals aconseguir deu victòries i onze derrotes. En l'edició de 1919 van arribar a semifinals.

## Jocs Olímpics

### Individual
| Any  | Campionat                      | Oponent        | Resultat           |
| ---- | ------------------------------ | -------------- | ------------------ |
| 1920 | Jocs Olímpics, Anvers, Bèlgica | Ichiya Kumagae | 5−7, 6−4, 7−5, 6−4 |